# Bob Gonnen
Robert „Bob“ Gonnen (* 15. März 1941) ist ein ehemaliger US-amerikanisch-israelischer Basketballtrainer. Unter seiner Leitung wurde Gmunden dreimal österreichischer Staatsmeister, Gonnen erhielt in Österreich viermal die Auszeichnung „Trainer des Jahres“.

## Laufbahn
Gonnen zog Mitte der 1960er Jahre von Riverside (US-Bundesstaat Illinois) nach Israel. Dort trainierte er Vereinsmannschaften: 1965/66 war er als Trainer von Hapoel Mishmar Haemek im Amt. In der Saison 1978/79 sowie zu Beginn des Spieljahres 1979/80 war er Trainer von Hapoel Gan Shmuel. In der Saison 1980/81 betreute Gonnen Hapoel Galil Elyon, arbeitete in Teilen der Saison 1981/82 bis zu seiner Entlassung wieder für Hapoel Gan Shmuel. Im Spieljahr 1983/84 betreute er erneut Hapoel Galil Elyon. Ende der 1970er Jahre gehörte er zudem als Assistent zum Trainerstab der israelischen Nationalmannschaft.
1998/99 wurde er in den Niederlanden zum „Trainer des Jahres“ gewählt, nachdem er Den Helder zum Meistertitel geführt hatte. 1999 fungierte er auch als niederländischer Nationaltrainer, zwischen 1995 und 1997 war er bereits Trainer der israelischen Juniorennationalmannschaft gewesen.
2002 übernahm er das Cheftraineramt bei den Swans Gmunden in der österreichischen Bundesliga und sollte gemeinsam mit Starspieler De’Teri Mayes eine Ära prägen. 2002/03 führte Gonnen die „Schwäne“ zum ersten Pokalsieg der Vereinsgeschichte sowie zur Vizemeisterschaft. Gonnen wurde als „Trainer des Jahres“ der Bundesliga ausgezeichnet. In der Saison 2003/04 folgten weitere Triumphe: Wieder gewann man den Pokalwettbewerb und erreichte das Meisterschaftsfinale. Hinzu kam der Gewinn des Supercups. 2005 führte Gonnen die „Schwäne“ zum ersten Gewinn der Staatsmeisterschaft und wurde zum zweiten Mal zum „Trainer des Jahres“ gekürt. 2006 gelang die Titelverteidigung, des Weiteren gewann Gmunden unter Gonnens Führung wieder den Supercup. 2007 wurden die Erfolge wiederholt: Zum dritten Mal in Folge Staatsmeister, wieder Supercup-Gewinner, Gonnen erhielt erneut die Auszeichnung als „Trainer des Jahres“. In der Saison 2007/08 führte er Gmunden unter die besten 32 Mannschaften im ULEB-Cup, dort unterlag man Joventut de Badalona (das den Europapokal in dieser Saison letztlich gewann) mit den späteren NBA-Spielern Rudy Fernandez und Ricky Rubio. Zudem gewannen Gonnens „Schwäne“ in jener Spielzeit wieder den Pokalwettbewerb sowie den Supercup. 2008/09, Gonnens letzte Saison in Gmunden, führte er seine Mannschaft zur Vizemeisterschaft und gewann erneut die Auszeichnung als „Trainer des Jahres“.
Gonnen wurde vor der Saison 2009/10 vom Bundesliga-Konkurrenten Panthers Fürstenfeld verpflichtet. Im September 2009 gewann er mit Fürstenfeld zum sechsten Mal in seiner Trainerlaufbahn den österreichischen Supercup. Ende Februar 2011 kam es zur Trennung zwischen Gonnen und dem Verein. Er ging nach Israel zurück, war dort zeitweise noch als Gastdozent in der Trainerausbildung und als Jugendtrainer tätig, ehe er sich zur Ruhe setzte.